# Plac Grunwaldzki w Szczecinie
Plac Grunwaldzki – największy i najokazalszy plac gwiaździsty w Szczecinie. Położony w dzielnicy Śródmieście, na osiedlu Centrum. Plac jest jednym z miejsc, gdzie najczęściej w Szczecinie organizowane są manifestacje. Układ geometryczny placu jest motywem znaku graficznego projektu pt. „Szczecin Europejską Stolicą Kultury 2016”. Autorem logo jest Ireneusz Kuriata.

## Historia

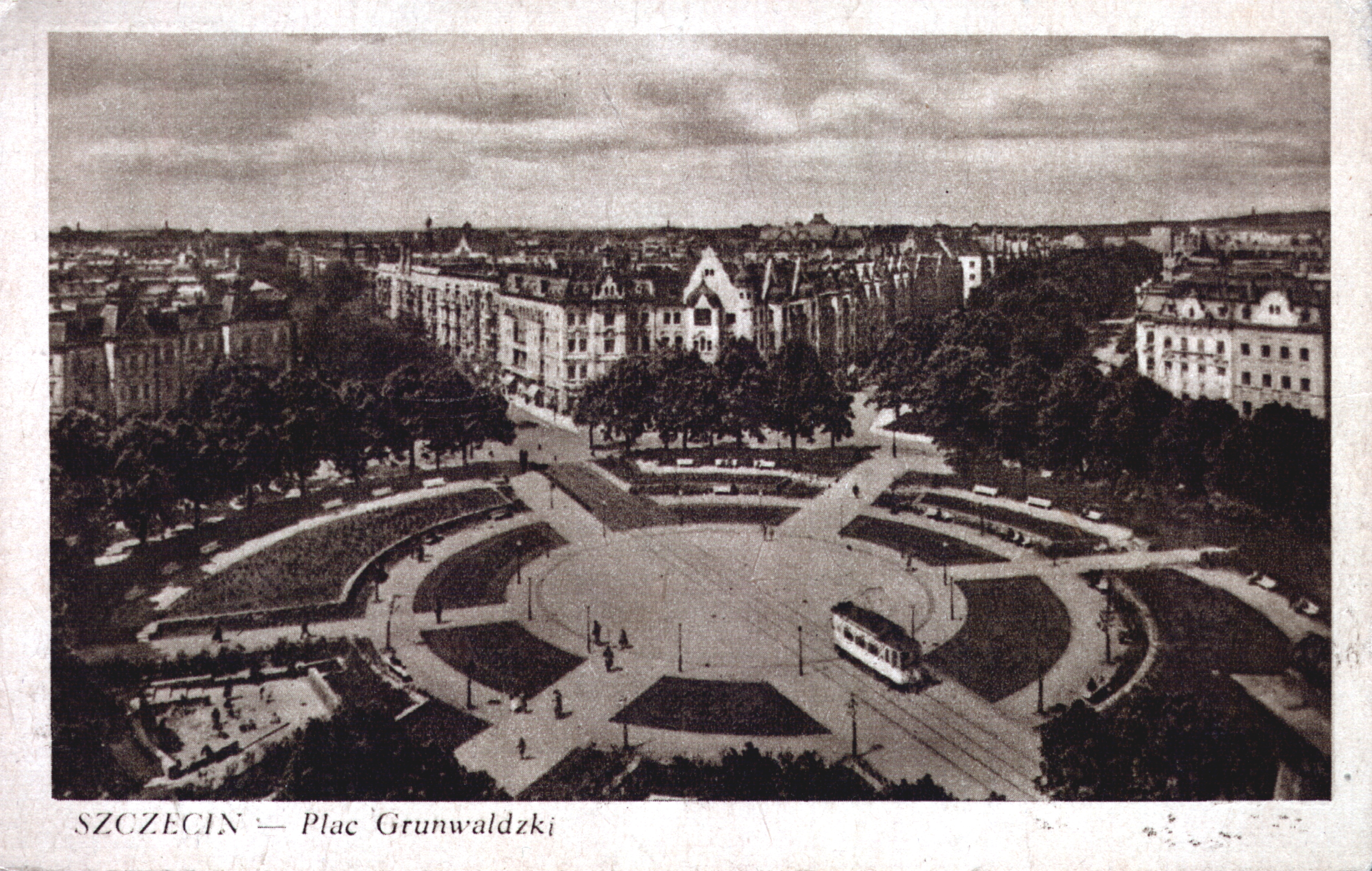
Widok ogólny placu w latach 30. XX w., pośrodku tramwaj linii nr

Historia placu sięga lat sześćdziesiątych XIX w., kiedy opracowano pierwszy plan urbanizacji tego terenu. Autorem tego projektu był miejski radca budowlany James Hobrech. Głównym założeniem planu był rozwój miasta w kierunku północno-zachodnim poprzez połączenie komunikacyjne terenu ówczesnego śródmieścia Szczecina (dzisiaj: południowa część osiedla Stare Miasto) z budującą się ekskluzywną dzielnicą Westend (obecnie teren osiedla Łękno). Drugim ważnym traktem tej dzielnicy miała być aleja łącząca tereny nadodrzańskie z Nowym Turzynem (dziś północna część osiedla Turzyn). Na przecięciu tych dwóch alei (noszących obecnie imię Papieża Jana Pawła II oraz Marszałka Piłsudskiego) planowano budowę reprezentacyjnego placu (pierwotnie o kształcie prostokątnym) – dziś Placu Grunwaldzkiego.
Władze miasta podjęły żmudne pertraktacje z wojskiem (do którego należał teren planowanej inwestycji). Nie udało się jednak uzyskać porozumienia i plany inwestycyjne musiały ulec zawieszeniu.
Powrócono do nich w następnej dekadzie, kiedy Szczecin przestał być twierdzą, a tym samym zniknęły ograniczenia jego rozbudowy. 31 marca 1874 na posiedzeniu Rady Miasta omówiono plan rozwoju miasta. Bazowano na projekcie opracowanym przez Jamesa Hobrechta, wprowadzając do niego poprawki opracowane przez nadburmistrza R. Burschera i miejskiego radcę budowlanego K Kruhla. Poprawki te nawiązywały do rozwiązań urbanistycznych zastosowanych przez Georges’a Haussmanna przy przebudowie Paryża (J. Hobrecht czerpał inspiracje do swych projektów głównie z Londynu ).

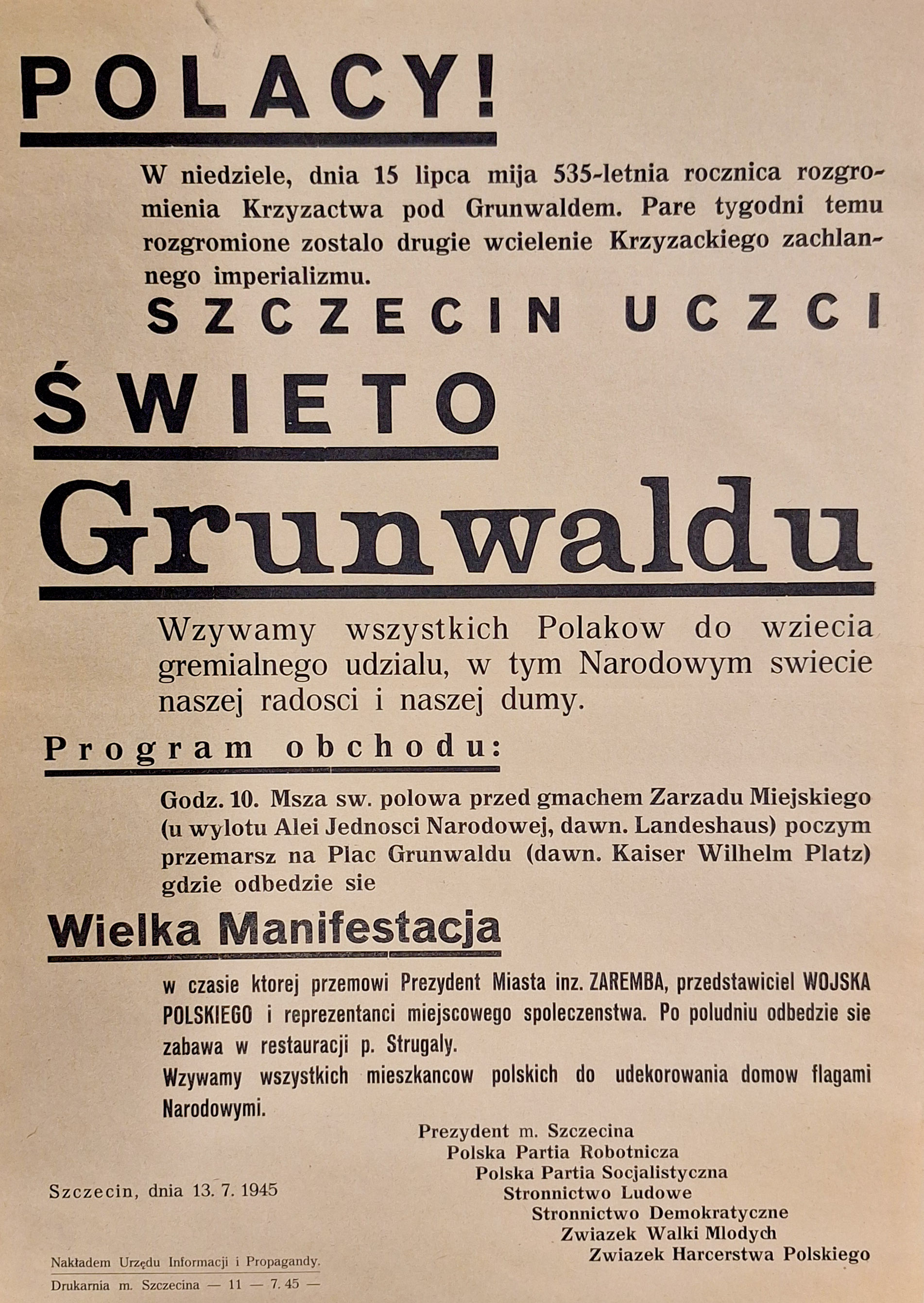
Afisz z 15 lipca 1945 wzywający do wzięcia udziału w uroczystościach na dzisiejszym placu

Plac powstał pod koniec lat 80. XIX wieku w centrum zlikwidowanego w 1884 roku Fortu Wilhelma. Pierwotnie nazywał się placem Kościelnym Westend, a później – Cesarza Wilhelma. Zabudowa placu reprezentacyjnymi kamienicami wzniesionymi głównie w stylu eklektycznym trwała do początku XX wieku. W 1944 bombardowania alianckie zburzyły kamienice na narożnikach placu z ulicą Śląską, ulicą Generała Ludomiła Rayskiego i ulicą Marszałka Józefa Piłsudskiego. Ponadto nie zachowała się część zdobień kamienic ocalałych od zniszczeń wojennych. W 1945 plac Grunwaldzki był jednym z pierwszych miejsc zasiedlonych przez przybyłą do miasta ludność polską.
13 września 1949 plac Grunwaldzki posłużył za plan dla krótkometrażowego filmu „Jak zmusiliśmy energię elektryczną do pracy”, obejmującego tematyką historię elektryczności. W scenie końcowej po torowisku tramwajowym na placu przejeżdża tramwaj konny.
W 1964 parcele powstałe po usunięciu gruzów kamienic zabudowano dwoma ośmiopiętrowymi wieżowcami projektu Tadeusza Ostrowskiego i jednym czteropiętrowym blokiem.
Polską nazwę Plac Grunwaldzki nadano 15 lipca 1945 w 535. rocznicę bitwy pod Grunwaldem. Tablicę z polską nazwą placu odsłonił pierwszy polski prezydent Szczecina Piotr Zaremba.

### Kalendarium zmian nazwy placu
| Lata obowiązywania | Nazwa                |
| ------------------ | -------------------- |
| 1864–1877          | Westend Kirchplatz   |
| 1877–1945          | Kaiser-Wilhelm-Platz |
| od 1945            | plac Grunwaldzki     |

## Projektant placu

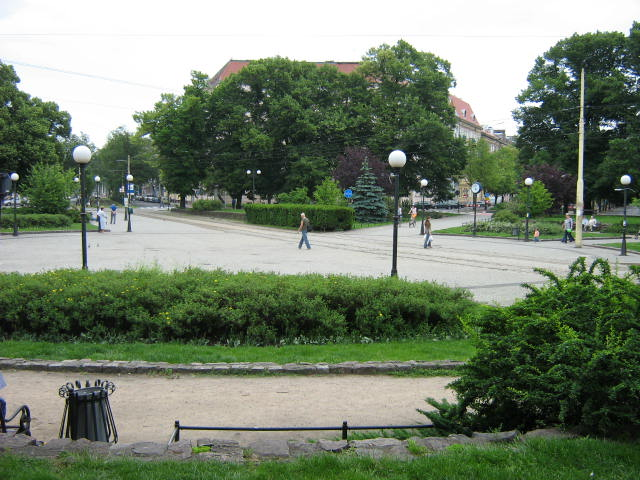
Cześć środkowa placu

Po II wojnie światowej w polskich, popularnych opracowaniach i przewodnikach turystycznych zaczęła pojawiać się teza jakoby Plac Grunwaldzki i cały układ gwiaździsty Szczecina został zaprojektowany przez francuskiego urbanistę, autora dziewiętnastowiecznej przebudowy Paryża Georges’a Haussmanna. Pogląd ten zrodził się z zaobserwowanej, dużej zbieżności rozwiązań urbanistycznych zastosowanych w Szczecinie i Paryżu. Teza ta nie była przez ówczesne władze dementowana ponieważ była ona dla niej korzystna ze względów ambicjonalnych (podnosiła prestiż miasta) oraz polityczno-ideologicznych (francuski projektant miasta był znacznie lepiej przez władze widziany niż niemiecki). Przekonanie to, tak mocno zakorzeniło się w umysłach wielu szczecinian, że można je spotkać w amatorskich publikacjach do dziś.
Zgodnie z obecnym stanem wiedzy (patrz: bibliografia) Georges Haussmann nie był projektantem gwiaździstych placów Szczecina. Prawdą jest natomiast, że szczecińskie projekty wzorowane były na rozwiązaniach paryskich – podobnie czyniło wówczas wiele miast europejskich – czerpiąc rozwiązania urbanistyczne z Paryża, który pod koniec XIX wieku stał się centrum ówczesnej Europy.

## Urbanistyka
Do placu zbiegają się pasy jezdni z ośmiu stron. Krzyżują się tutaj: al. Jana Pawła II, al. Piłsudskiego (Droga wojewódzka nr 115) oraz ulice: Rayskiego i Śląska. Plac obsadzony jest starodrzewem, wśród którego są rzadkie okazy: budleja oraz krzewy cisowe. Nawierzchnię jezdną placu stanowi obecnie asfalt, dawniej bruk. Nawierzchnię pieszą na placu stanowi kostka brukowa. Na oświetlenie składają się latarnie uliczne, ustawione wokół jezdni oraz mniejsze lampy ustawione w strefie pieszej. Mniejsze lampy charakteryzują się wizerunkiem gryfa umieszczonym na stopce. Obecna nawierzchnia piesza oraz lampy zamontowane zostały w latach 90. podczas ostatniego remontu placu. Współczesne lampy nawiązują do tych, które stały na placu w latach 30. XX wieku.

## Zabudowa
Poniższa tabela zawiera opis wybranych budynków przylegających do placu.
| Adres                    | Zdjęcie                                                         | Lata budowy   | Obiekt zabytkowy | Opis |
| ------------------------ | --------------------------------------------------------------- | ------------- | ---------------- | --- |
| pl. Grunwaldzki 1–2, 3–4 | Wieżowce przy pl. Grunwaldzkim, na pierwszym planie blok nr 3–4 | 1963–1965     | nie              | Dwa ośmiopiętrowe bloki mieszkalne wzniesione w latach 60. XX wieku wg projektu arch. Tadeusza Ostrowskiego na miejscu zniszczonych w czasie II wojny światowej kamienic. Parter bloku nr 1–2 zajmowała dawniej księgarnia „Rolnicza”, a w bloku nr 3–4 mieścił się m.in. sklep z artykułami gospodarstwa domowego „Eldom”. |
| al. Jana Pawła II 12     | Kamienica przy al. Jana Pawła II 12                             | koniec XIX w. | nie              | Kamienica wzniesiona w końcu XIX wieku w stylu eklektycznym. Jest to budynek trzypiętrowy, eklektyczny, o elewacji zróżnicowanej wykuszami. Wykusz frontowy zwieńczony był dawniej dwiema kopułami oraz trójkątnym szczytem. Zwieńczenia szczytów bocznych również nie zachowały się do czasów współczesnych. Kamienica posiada dwa wejścia: od strony ul. Piłsudskiego oraz od strony al. Papieża Jana Pawła II. W okresie powojennym w budynku umieszczono przychodnię lekarską. W 2004 r. budynek został sprzedany, a w 2005 r. nowy właściciel przeprowadził remont elewacji oraz stolarki drzwiowej i okiennej. |
| al. Jana Pawła II 41     | Kamienica przy al. Jana Pawła II 41                             | 1895          | nie              | Trzykondygnacyjna, narożna kamienica wzniesiona w 1895 r. w stylu eklektyczno-secesyjnym. Fasada od strony placu Grunwaldzkiego, rozdzielona przez trzyosiowy wykusz, zwieńczona jest półkopułą i trójkątnym szczytem. Narożnik budynku zakończony jest wieżyczką ze spiczastym hełmem. Od strony alei Jana Pawła II elewacja podzielona jest dwoma wykuszami zwieńczonymi półkopułami przylegającymi do ozdobnych, trójkątnych szczytów. Nieuszkodzona w czasie II wojny światowej kamienica przeszła remont kapitalny pod koniec lat 70. XX wieku. |
| al. Jana Pawła II 42     | Zabytkowa kamienica z apteką przy al. Jana Pawła II 42          | 1898          | tak              | Trzypiętrowa kamienica z poddaszem w stylu eklektycznym wzniesiona w 1898 r. według projektu J. Sommenstuhla. Elewacja od strony pl. Grunwaldzkiego posiada czteroosiowy, zakończony szczytem wykusz, który ozdobiony jest gzymsami z motywami roślinnymi. Niektóre zdobienia szczytu, jak np. rzeźby we wnękach czy wieżyczki, nie zachowały się. Elewacje od strony ul. Śląskiej oraz al. Jana Pawła II podzielono mniejszymi wykuszami zwieńczonymi trójkątnymi szczytami (dziś już nieistniejącymi). Na parterze kamienicy umieszczono m.in. aptekę prowadzoną przez dr. Luckenbacha. Obecnie na parterze budynku również znajduje się apteka: w jej wnętrzu zachowała się część przedwojennego wyposażenia, m.in. regał. |
| ul. Śląska 38            | Zabytkowa kamienica przy ul. Śląskiej 38                        | koniec XIX w. | tak              | Trzypiętrowa, eklektyczna kamienica o dachu dwuspadowym, wybudowana pod koniec XIX wieku. Elewacja od strony ul. Śląskiej posiada dwa dwuosiowe wykusze zakończone ozdobnymi szczytami. Narożnik kamienicy ma formę wykuszu zakończonego ośmiobocznym hełmem. Czteroosiowa fasada od strony placu Grunwaldzkiego zwieńczona jest trójkątnym gzymsem i szczytem. W okresie powojennym na parterze kamienicy mieścił się m.in. Czechosłowacki Ośrodek Kultury. Od 1976 r. kamienica znajduje się w rejestrze zabytków. Na początku XXI wieku wykonano remont dachu kamienicy. |
| ul. Rayskiego 16         |                                                                 | koniec XIX w. | nie              | Narożna kamienica o trzech kondygnacjach wzniesiona w stylu eklektycznym. Elewacja od strony ulicy Rayskiego zróżnicowana jest dwoma trójosiowymi wykuszami, zwieńczonymi ozdobnymi szczytami. Fronton kamienicy jest siedmioosiowy, przy czym jego główną częścią jest wykusz zwieńczony trójkątnym szczytem i kopułą. Pomiędzy wykuszami od strony Rayskiego oraz po obu stronach wykuszu ud strony placu Grunwaldzkiego umiejscowiono balkony z kutymi balustradami. Od 1945 r. przez pewien czas w kamienicy mieściła się siedziba przedsiębiorstwa Tramwaje i Autobusy Miasta Szczecina. |

## Komunikacja miejska

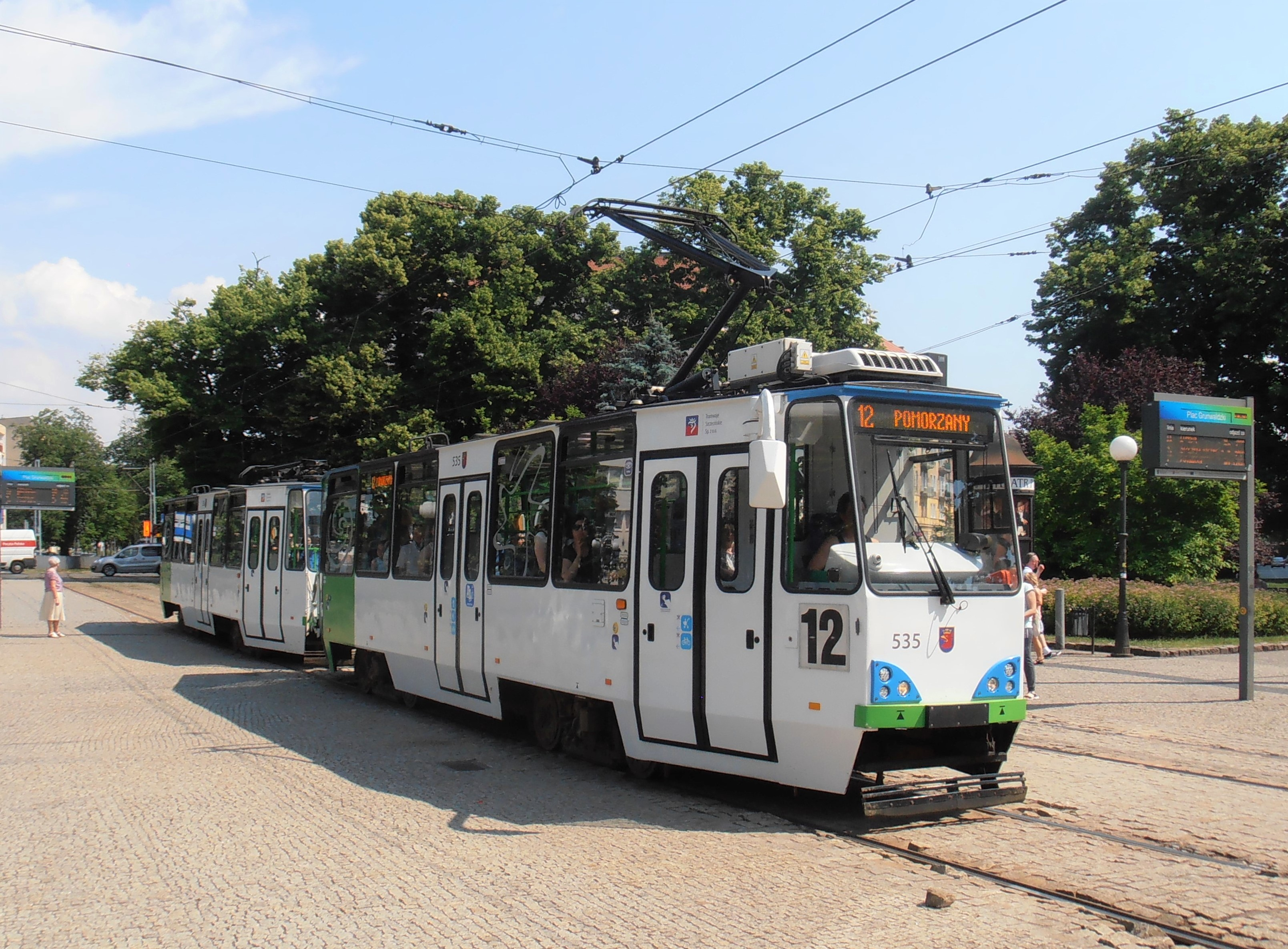
Linia tramwajowa nr 12 na placu Grunwaldzkim, 2018

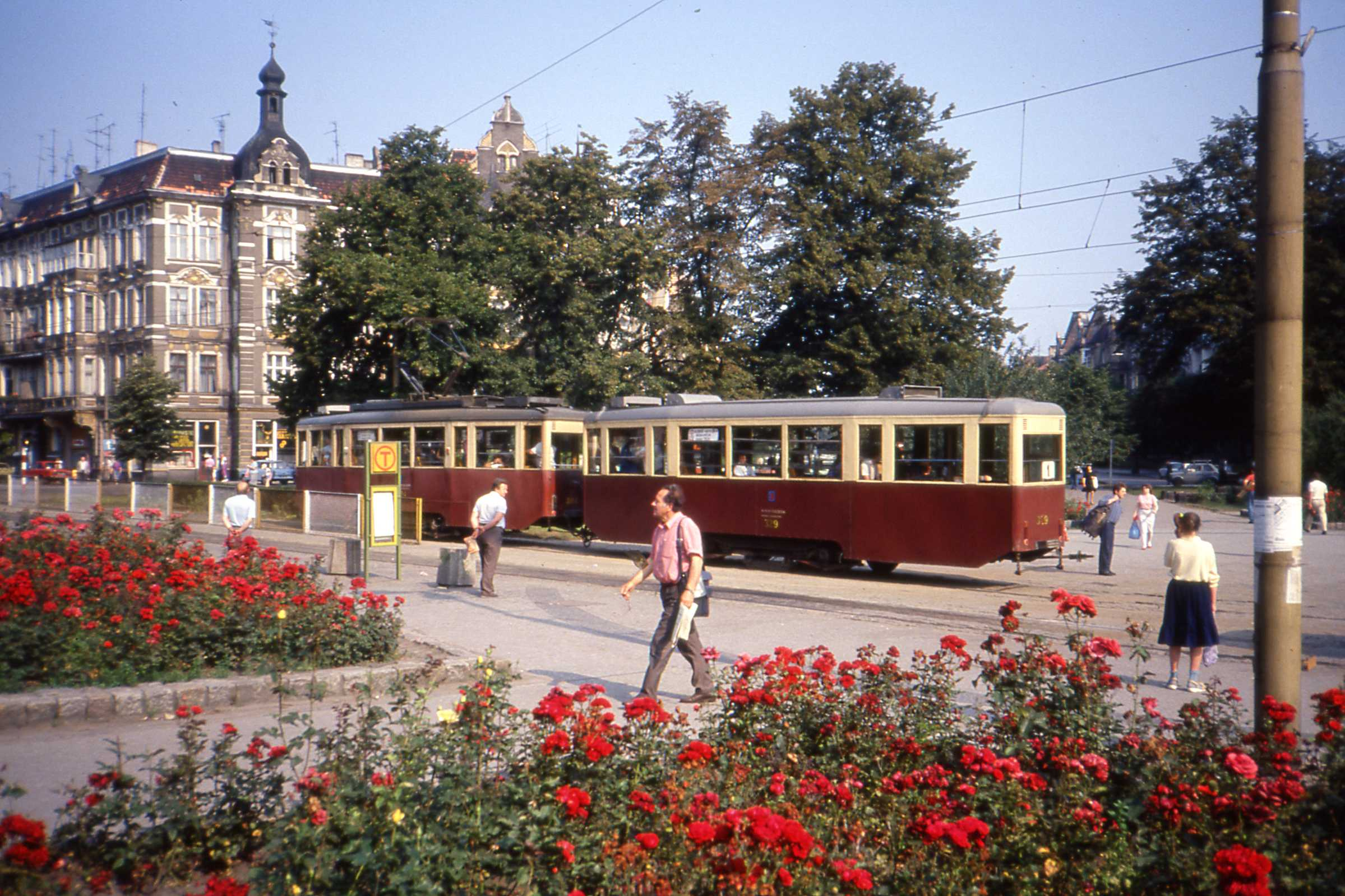
Tramwaje linii nr 5 mijają przystanek tramwajowy w kierunku dzisiejszego placu Szarych Szeregów, 1991

Jednotorową trasę tramwaju elektrycznego na ówczesnym Kaiser-Wilhelm-Platz zbudowano w 1897, a pierwszą linią przebiegającą przez plac była linia łącząca Arndtplatz (plac Szarych Szeregów) z Dworcem Głównym. W 1904 trasę linii rozbudowano o drugi tor. Od 1905 linia przebiegająca przez plac otrzymała numer 4, a jej trasa była następująca: Arndtplatz – Cap Cherie/Tiergarten. W 1927 torowisko tramwajowe przeniesiono z jezdni na środek placu. Pod koniec 1944 zawieszono linie nr 4 z powodu zniszczeń wojennych. Po przejęciu miasta przez administrację polską, w listopadzie 1945 przywrócono ruch tramwajowy na pl. Grunwaldzkim; przez plac ponownie zaczęła kursować linia nr 4. W latach 1957–1960 plac Grunwaldzki był jednym z przystanków na trasie tramwajowej linii wspomagającej D. W końcu lat 50. XX wieku plac zaczęły obsługiwać tramwaje nocnej linii 4N. W 1973 na skutek likwidacji torowisk tramwajowych w centrum na placu pojawiły się tramwaje linii dziennych nr 1 i nr 5 oraz nocnych 1N i 5N. Zimą 1976 uruchomiona została linia nr 11 ze Stoczni Remontowej do Pomorzan przez plac Grunwaldzki, a w 1985 linia nr 12. W 1992 przeprowadzono remont torowiska tramwajowego przecinającego plac. Zimą 1996 zlikwidowano nocne linie tramwajowe 1N, 4N i 5N. W 2015, po 110 latach, z placu Grunwaldzkiego zniknęła linia tramwajowa nr 4, a 1 lipca 2024  – ponownie tam wróciła. 

### Obecnie
- Tramwaje

 1 od ulicy Potulickiej do pętli Osiedle Zawadzkiego
4 od alei Wyzwolenia do alei Piastów
 5 od pętli Krzekowo do pętli Stocznia Szczecińska
 11 od pętli Ludowa do Pomorzan
 12 od pętli Pomorzany do Dworca Niebuszewo
W środkowej części wysepki placu zlokalizowane są dwa przystanki tramwajowe o nazwie „plac Grunwaldzki”.
- Autobusy linii dziennych

 70 od dworca kolejowego Szczecin Główny do Urzędu Miasta Szczecin
- Autobusy linii nocnych

 523 od ulicy Wiszesława do ulicy Cukrowej
 524 od zajezdni autobusowej w Policach do pętli Pomorzany Dobrzyńska
 531 z Krzekowa na Osiedle Bukowe
- Rowery miejskie

Przy jednym z narożników placu i ulicy Rayskiego zlokalizowana jest stacja szczecińskiego roweru miejskiego Bike S.

### Dawniej
- Tramwaje

 4 od ulicy Potulickiej do pętli Pomorzany (trasa zmieniona w 2014 r.)

## Zdjęcia

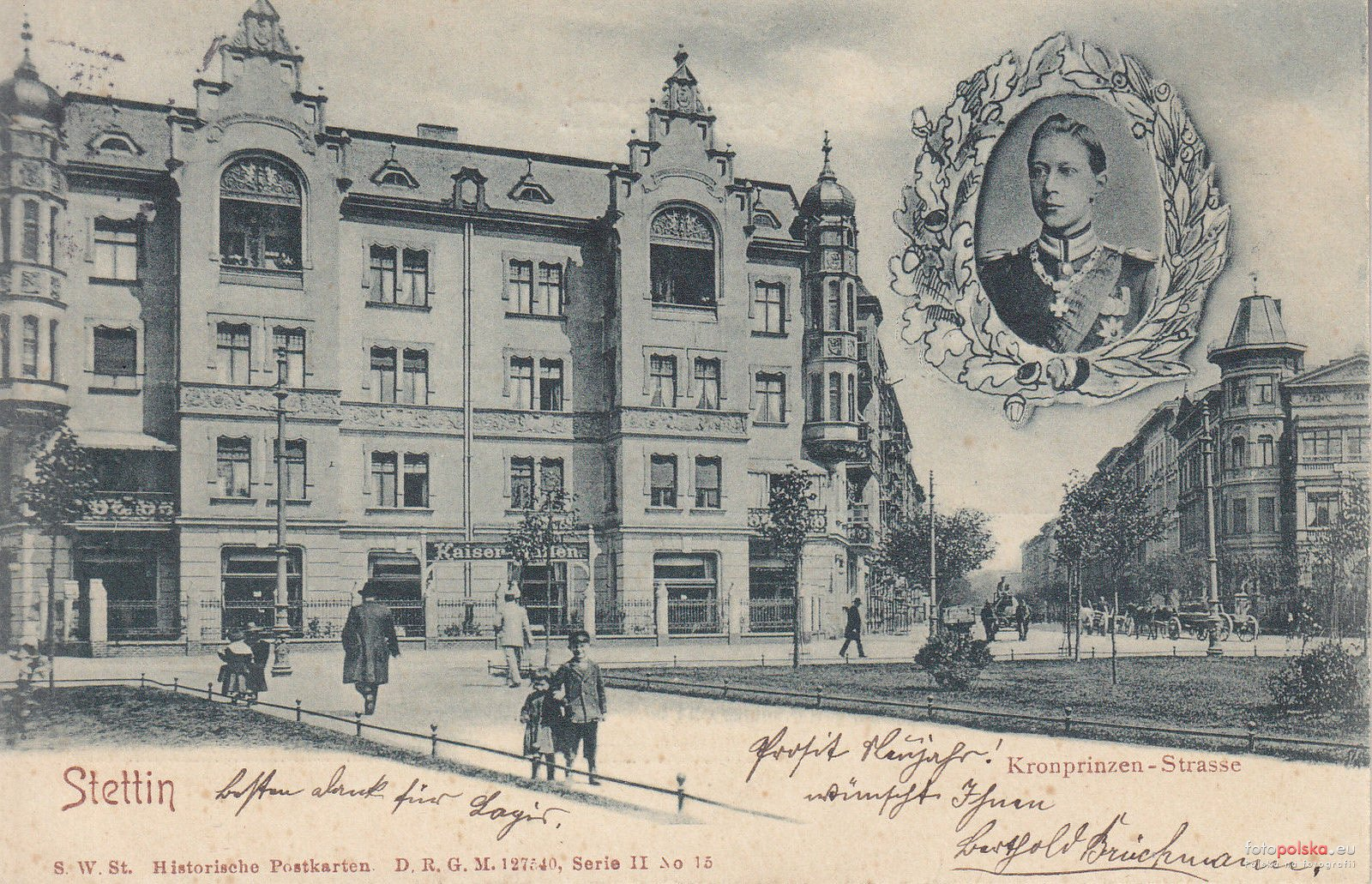
Kamienica z restauracją Kaiserhallen, 1900 r.
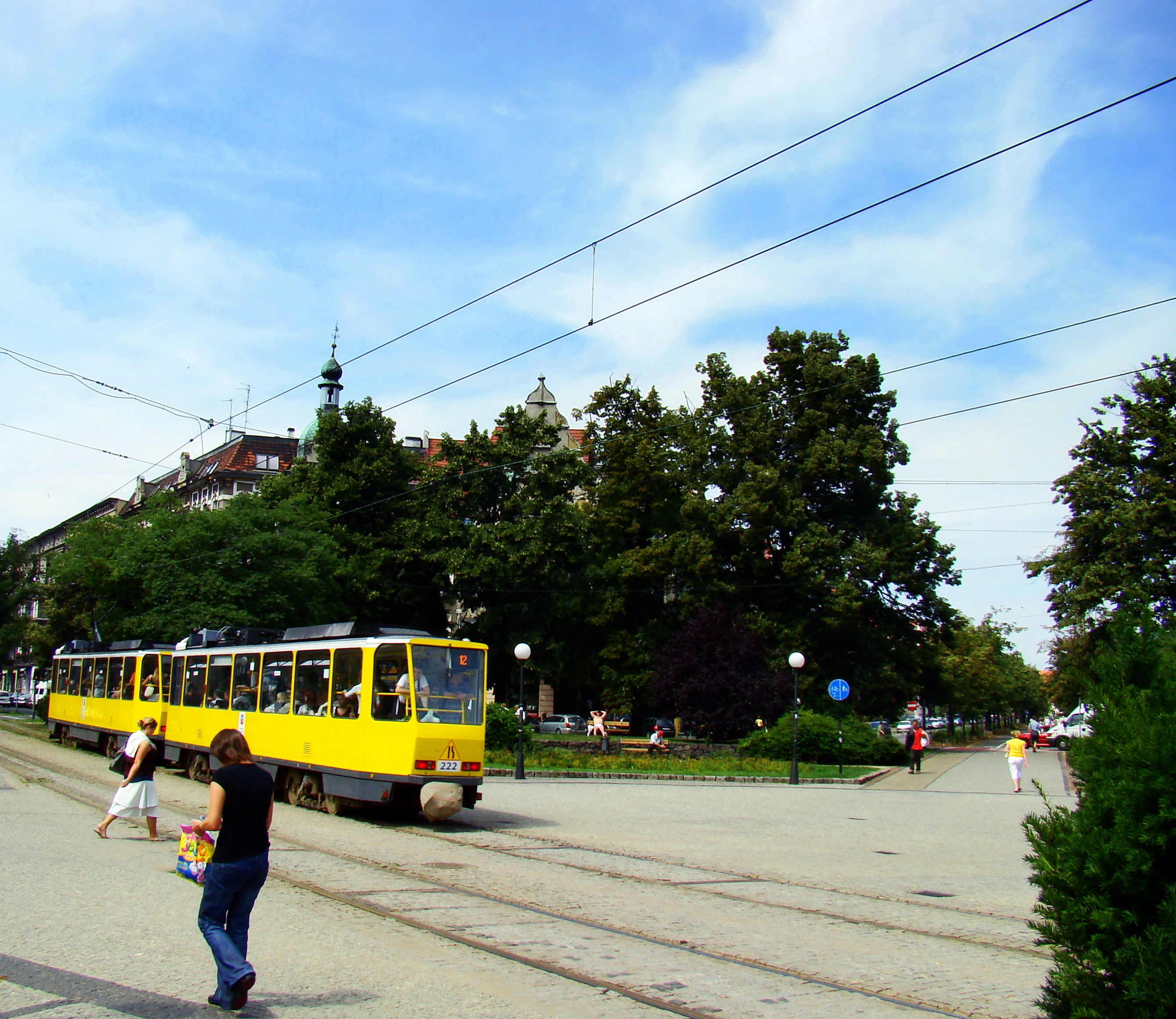
Część środkowa placu
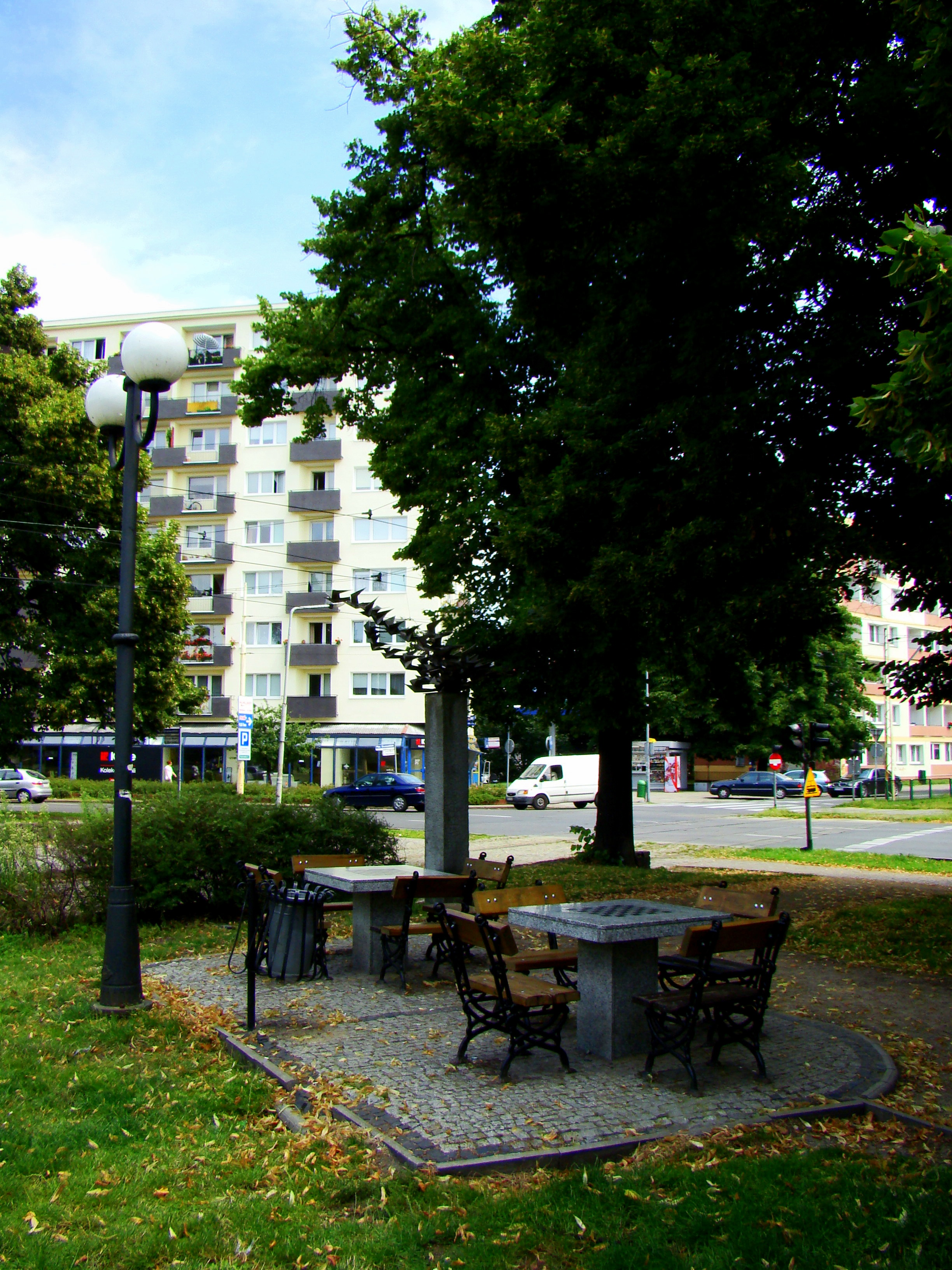
Rzeźba Ptaki
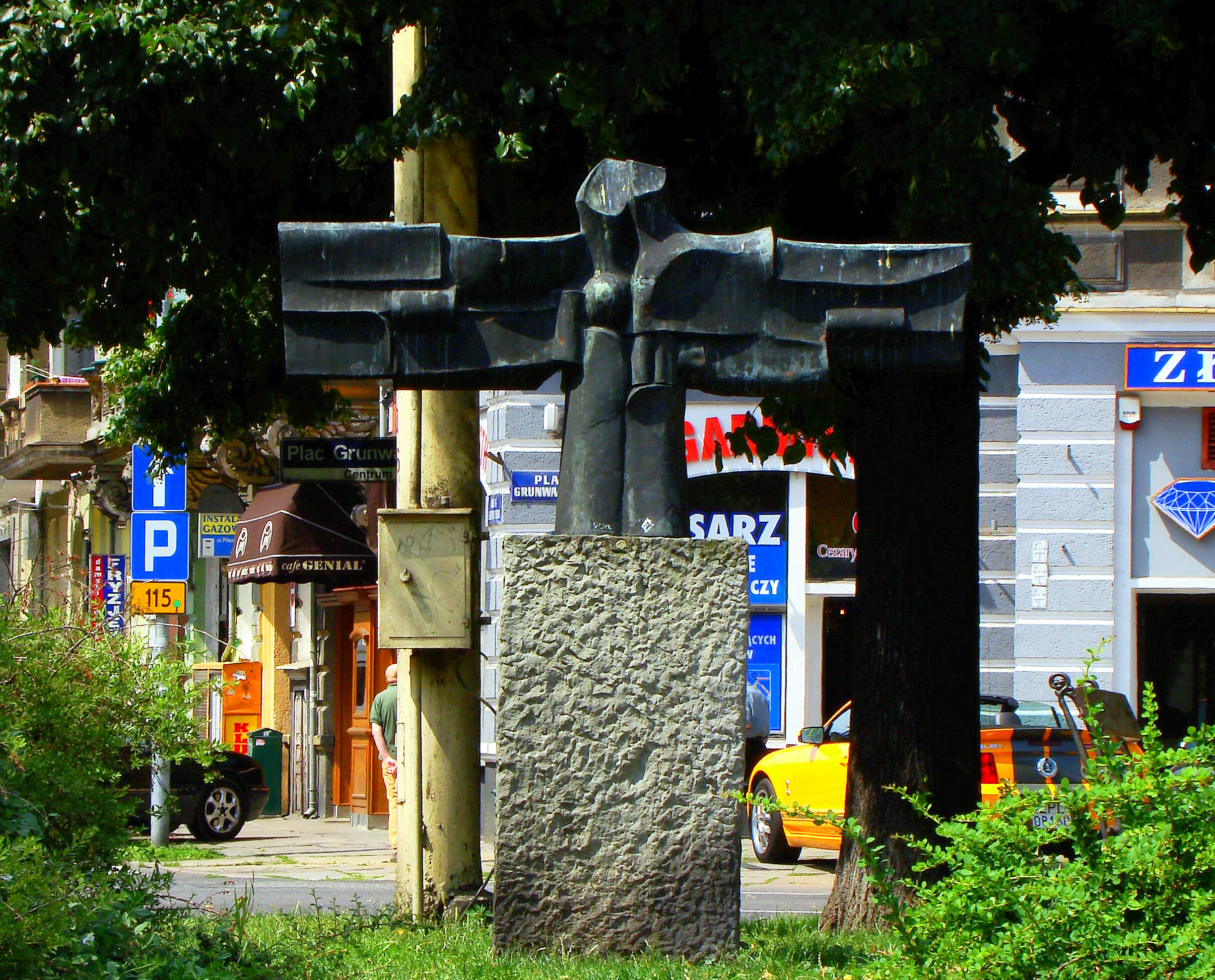
Rzeźba Kompozycja skrzydła
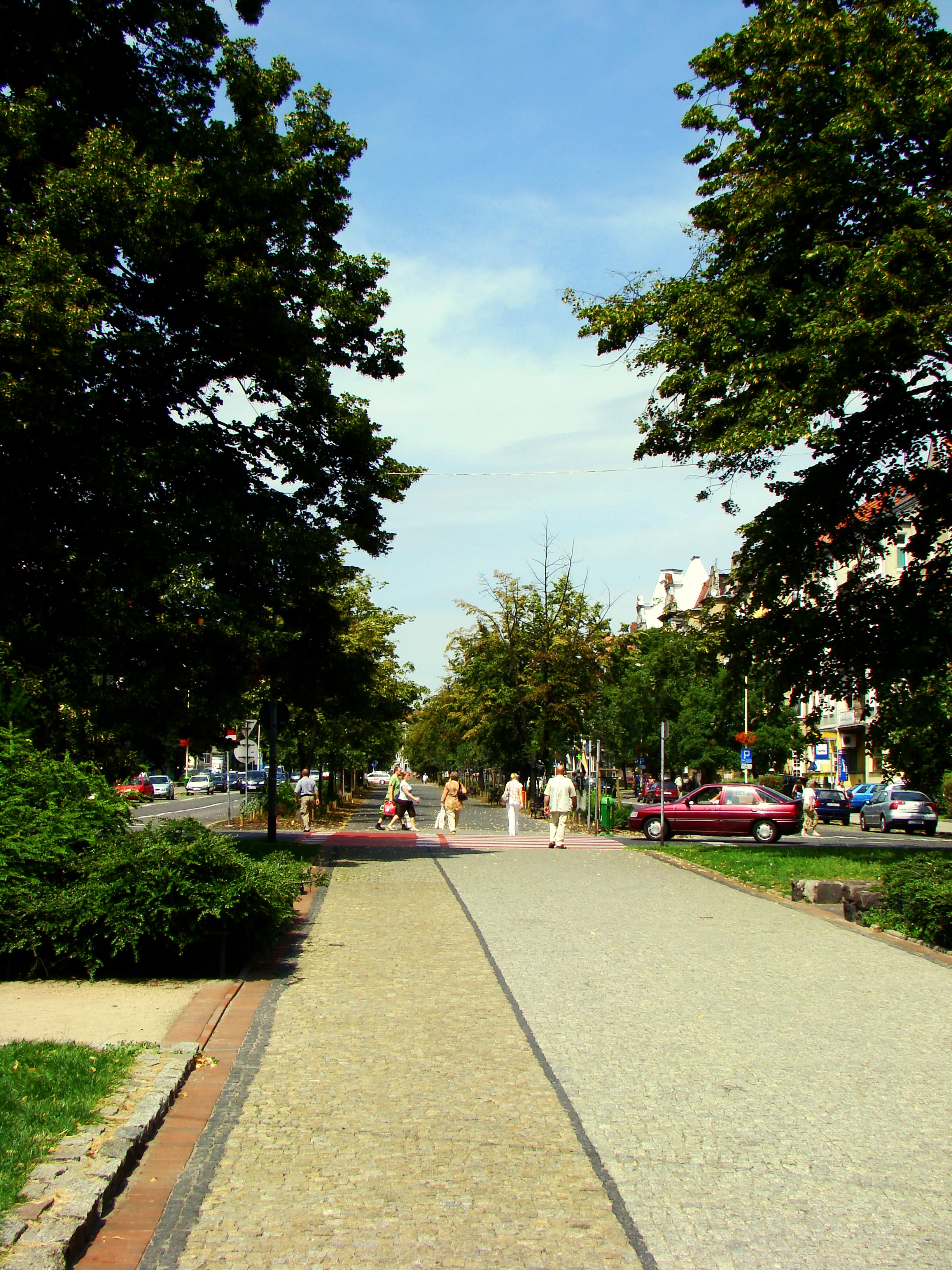
Plac Grunwaldzki w osi Alei Jana Pawła II
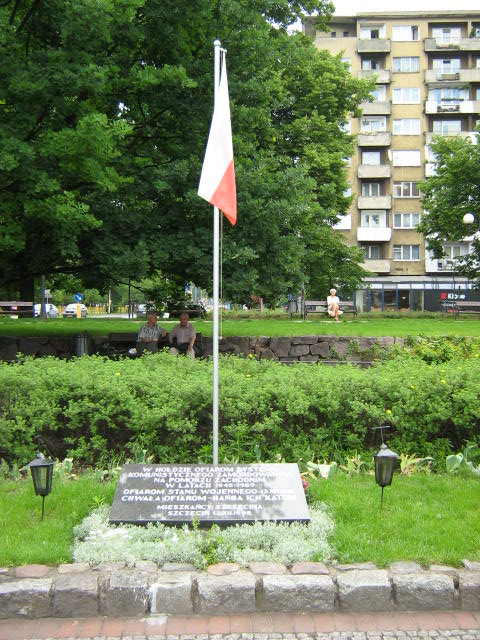
Tablica Ofiarom systemu komunistycznego
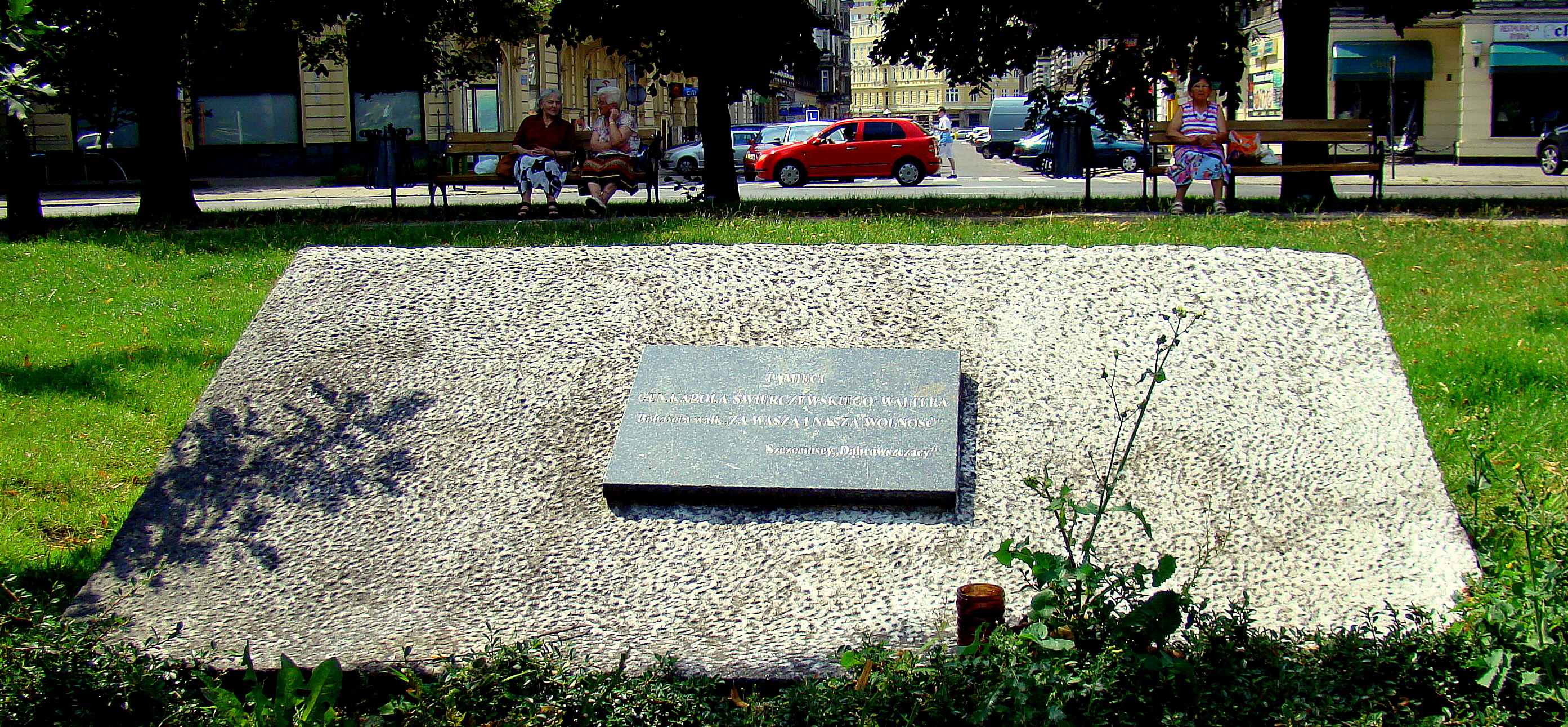
Tablica ku czci Karola Świerczewskiego (nieistniejąca)
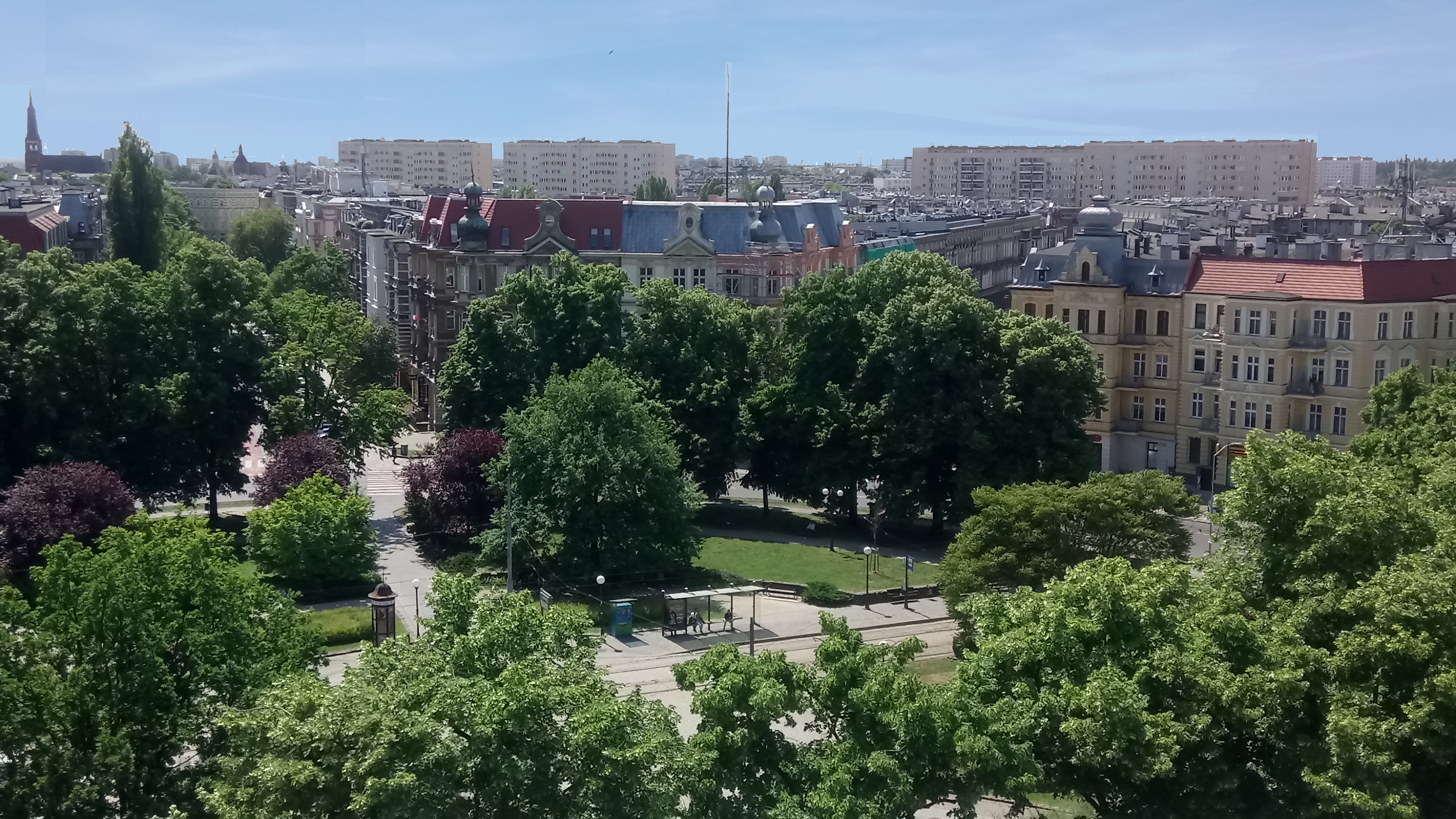
Widok na część zabudowań placu z góry, 2018
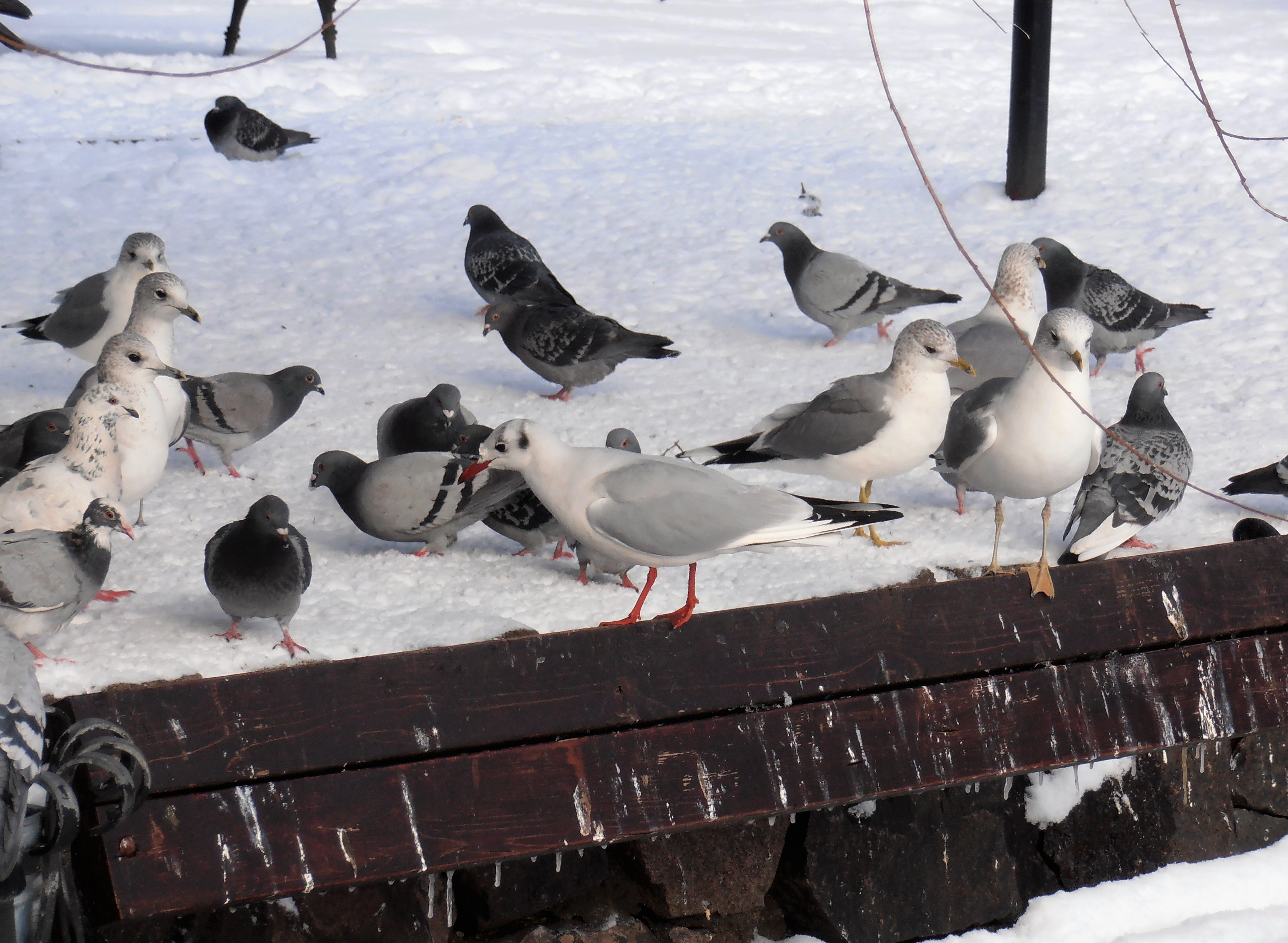
Gołębie i mewy żerujące na placu w porze zimowej, 2021